# ترز لوندین (بازیکن فوتبال)
ترز لوندین (انگلیسی: Therese Lundin؛ زادهٔ ۳ مارس ۱۹۷۹) بازیکن فوتبال اهل سوئد است.
از باشگاه‌هایی که در آن بازی کرده‌است می‌توان به باشگاه فوتبال روزنگرد، باشگاه فوتبال اوسترش، و باشگاه فوتبال مالمو اشاره کرد.
وی همچنین در تیم ملی فوتبال زنان سوئد بازی کرده‌است.